# Geamie

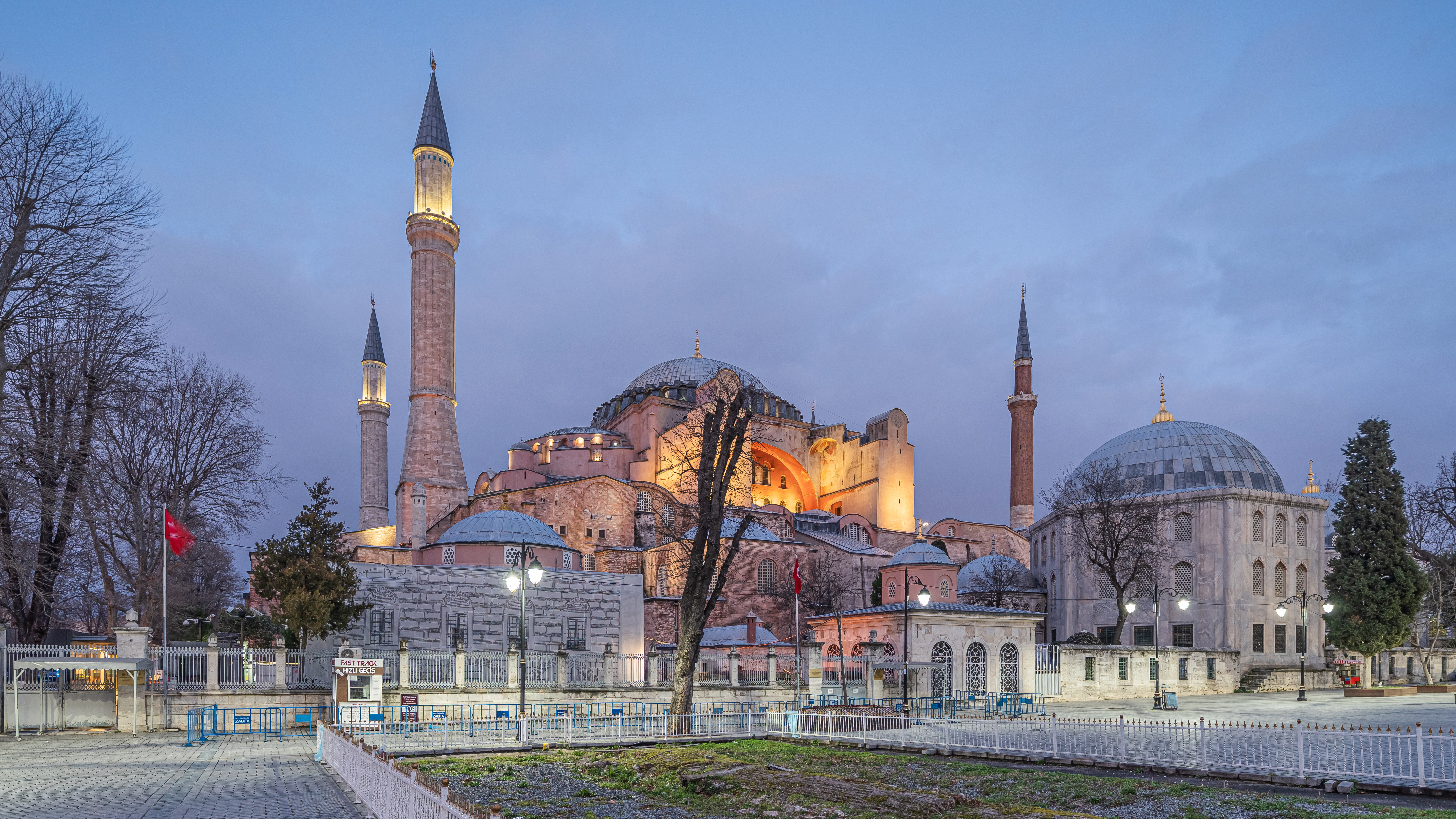
Hagia Sofia 2020

Geamie se numește o construcție destinată celebrării cultului la musulmani, de obicei mai mare decât o moschee.
Cultul musulman a fost practicat în messagid sau mesged (locuri „unde se îngenunche”, română mecet) din care cuvântul „moschee”. Moscheile mari au fost numite geami y mesgid sau geami (geamii).
Într-un text semnificativ pentru modul de constituire a unui vilayet (eyalet, pașalâc) otoman, datorat cronicarului Mustafa Gelalzade, aflăm că: „În acea zi, cu ajutorul lui Dumnezeu, ordia turcă a luat cetatea (Timișoara). De aceea bisericile sale au fost transformate în geamii, clopotele au fost aruncate din clopotnițele cu turnuri și s-a început acolo citirea ezanului (chemarea la rugăciune a musulmanilor).
Geamia Veche din București fusese inaugurată în 1906 în Parcul Carol I. În 1959 a fost demolată din ordinul lui Gheorghe Gheorghiu Dej, spre a face loc pentru Monumentul eroilor luptei pentru libertatea poporului și a patriei, pentru socialism. În 1960 a fost reconstruită cu aceeași arhitectură, pe locul actual, între două blocuri din zona Eroii Revoluției-Pieptănari, la un kilometru de amplasamentul inițial.
În anul 1900 existau în Dobrogea 260 de geamii. Imediat după cel de-al Doilea Război Mondial, numărul acestora a scăzut la 151. Această scădere a continuat până în zilele noastre, când numărul geamiilor a ajuns la 70, majoritatea lor găsindu-se în paragină.